# Cambernard
Cambernard is een gemeente in het Franse departement Haute-Garonne (regio Occitanie) en telt 400 inwoners (2004). De plaats maakt deel uit van het arrondissement Muret.

## Geografie
De oppervlakte van Cambernard bedraagt 8,6 km², de bevolkingsdichtheid is 46,5 inwoners per km².
De onderstaande kaart toont de ligging van Cambernard met de belangrijkste infrastructuur en aangrenzende gemeenten.

## Demografie
Onderstaande figuur toont het verloop van het inwonertal (bron: INSEE-tellingen).